# Archidendron gogolense
Archidendron gogolense är en ärtväxtart som först beskrevs av Carl Karl Adolf Georg Lauterbach och Karl Moritz Schumann, och fick sitt nu gällande namn av Jeanine Dewit. Archidendron gogolense ingår i släktet Archidendron och familjen ärtväxter. Inga underarter finns listade i Catalogue of Life.